# Pewsumer Tief
Das Pewsumer Tief ist ein Wasserlauf in der Gemeinde Krummhörn im Landkreis Aurich in Ostfriesland.

## Verlauf und Nebengewässer
Das Pewsumer Tief zweigt nordöstlich von Pewsum vom Uttumer Tief ab, das seinerseits ein Nebengewässer des Alten Greetsieler Sieltiefs in der Krummhörn ist. Über Pewsum fließt es südwärts zum Knockster Tief und nimmt dabei wenige Kilometer südlich von Pewsum das Woltzetener Tief nahe der gleichnamigen Ortschaft auf.

## Verkehrliche Bedeutung
Jahrhundertelang waren die natürlichen Tiefs und die Entwässerungskanäle, die die Krummhörn in einem dichten Netz durchziehen, der wichtigste Verkehrsträger. Über Gräben und Kanäle waren nicht nur die Dörfer, sondern auch viele Hofstellen mit der Stadt Emden und dem Hafenort Greetsiel verbunden. Besonders der Bootsverkehr mit Emden war von Bedeutung. Dorfschiffer übernahmen die Versorgung der Orte mit Gütern aus der Stadt und lieferten in der Gegenrichtung landwirtschaftliche Produkte: „Vom Sielhafenort transportierten kleinere Schiffe, sog. Loogschiffe, die umgeschlagene Fracht ins Binnenland und versorgten die Marschdörfer (loog = Dorf). Bis ins 20. Jahrhundert belebten die Loogschiffe aus der Krummhörn die Kanäle der Stadt Emden.“
Torf, der zumeist in den ostfriesischen Fehnen gewonnen wurde, spielte über Jahrhunderte eine wichtige Rolle als Heizmaterial für die Bewohner der Krummhörn. Die Torfschiffe brachten das Material auf dem ostfriesischen Kanalnetz bis in die Dörfer der Krummhörn. Auf ihrer Rückfahrt in die Fehnsiedlungen nahmen die Torfschiffer oftmals Kleiboden aus der Marsch sowie den Dung des Viehs mit, mit dem sie zu Hause ihre abgetorften Flächen düngten.

## Entwässerung
Das Pewsumer Tief liegt im Einzugsgebiet des I. Entwässerungsverbands Emden mit Sitz in Pewsum, dem Hauptort der Krummhörn. Teile des Einzugsgebietes liegen unter Normalhöhennull, so dass ohne ausreichende Entwässerung bei anhaltenden Niederschlägen jene Gebiete unter Wasser stehen würden.